# 90210 (3.ª temporada)
A terceira temporada de 90210, uma série de televisão americana, estreou na segunda-feira 13 de setembro de 2010. A The CW oficialmente renovou o programa para uma terceira temporada em 16 de fevereiro de 2010. Com a divulgação das redes no outono de 2010, eles anunciaram sua decisão de mudar 90210 para as segundas-feiras às 20:00, como um lead-in para Gossip Girl. Estreou em 13 de setembro de 2010 e foi recebido com críticas geralmente positivas dos críticos.
Segue-se a ascensão de Adrianna à fama, um novo relacionamento entre Silver e Navid e Teddy que decide revelar à sua família e amigos que ele é gay. Também lida com as consequências dos ataque de Naomi Clark.
A temporada estreou para 1,96 milhões de telespectadores e uma classificação de 0,9 nos adultos de 18 a 49 anos. O episódio de Natal "Holiday Madness", atingiu os máximos da temporada em todas as principais demonstrações com 2.1 na demo alvo da The CW para mulheres entre 18 e 34 anos, 1.4 em adultos entre 18 e 34 anos e 1.1 em adultos entre 18 e 49. Foi também o episódio mais assistido em mais de um ano, com 2,2 milhões de espectadores a sintonizar. O final da temporada foi ao ar em 16 de maio de 2011. A temporada teve média de 1,75 milhões de espectadores ao vivo e 0,9 adultos entre 18 e 49 anos. Foi lançado em DVD nos Estados Unidos em 30 de agosto de 2011.

## Elenco

### Regular
- Shenae Grimes como Annie Wilson (22 episódios)
- Tristan Wilds como Dixon Wilson (22 episódios)
- AnnaLynne McCord como Naomi Clark (22 episódios)
- Ryan Eggold como Ryan Matthews (11 episódios)
- Jessica Stroup como Erin Silver (22 episódios)
- Michael Steger como Navid Shirazi (20 episódios)
- Jessica Lowndes como Adrianna Tate-Duncan (22 episódios)
- Matt Lanter como Liam Court (22 episódios)
- Gillian Zinser como Ivy Sullivan (21 episódios)
- Trevor Donovan como Teddy Montgomery (18 episódios)
- Lori Loughlin como Debbie Wilson (15 episódios)

### Recorrente
- Blair Redford como Oscar (10 episódios)
- Evan Ross como Charlie Selby (9 episódios)
- Kelly Lynch como Laurel Cooper (9 episódios)
- Kyle Riabko como Ian (9 episódios)
- Josh Zuckerman como Max Miller (8 episódios)
- Manish Dayal como Raj Kher (7 episódios)
- Nestor Serrano como Victor Luna (7 episódios)
- Hal Ozsan como Miles Cannon (7 episódios)
- Abbie Cobb como Emily Bradford (6 episódios)
- Freddie Smith como Marco Salazar (5 episódios)
- Sara Foster como Jennifer "Jen" Clark (5 episódios)
- Diego Boneta como Javier Luna (2 episódios)
- Amanda Leighton como Alex Scarborough (2 episódios)

### Convidados
- Kim Kardashian como ela mesma (1 episódio)
- Khloé Kardashian como ela mesma (1 episódio)
- Joe Jonas como ele mesmo (1 episódio)
- Nelly como ele mesmo (1 episódio)
- Snoop Dogg como ele mesmo (1 episódio)

## Episódios
| № na série | № na temporada | Título                                | Dirigido por      | Escrito por                              | Audiência (em milhões) | Exibição Original       |
| --- | -------------- | ------------------------------------- | ----------------- | ---------------------------------------- | ---------------------- | ----------------------- |
| 47 | 1              | "Senior Year, Baby!"                  | Stuart Gillard    | Jennie Snyder Urman                      | 1.96                   | 13 de Setembro de 2010  |
| Na estréia da terceira temporada, Beverly Hills é abalada por um terremoto. Naomi passou o verão lidando com as conseqüências do estupro cometido pelo Sr. Cannon. Annie e Dixon estão lidando com a ausência de seu pai enquanto Debbie tenta manter a família unida. Teddy e Silver encontram-se mais felizes do que nunca, até que ele sofre uma lesão que pode acabar com sua carreira no tênis. Navid congratula-se com Adrianna de volta de sua turnê de verão com Javier, mas sua chegada traz uma morte inesperada. Ivy e Dixon retornam de suas férias de verão na Austrália, enquanto Annie e Liam descobre que a amizade deles pode ser melhor se terminada. |                |                                       |                   |                                          |                        |                         |
| 48 | 2              | "Age of Inheritance"                  | Liz Friedlander   | Padma L. Atluri                          | 1.83                   | 20 de Setembro de 2010  |
| Naomi descobre que ela já tem acessar ao dinheiro em seu fundo, assim ela decide dar uma festa de aniversário gigante, onde a banda The Honey Brothers tocam algumas músicas. Dixon, Navid e Liam decidem levar Oscar para uma saideira à noite na cidade, mas a festa termina quando Ivy encontra uma foto de Dixon no Facebook servindo bebidas em um sua barriga para uma menina. Annie tem uma conexão imediata com Charlie, um cara que ela encontra em um café, mas parece mais interessado em explorar oportunidades com seu relacionamento com Liam. Jen é forçada a ficar em repouso na cama até que ela entre em trabalho de parto e não tem escolha a não ser permitir Ryan em sua vida. Silver confronta Teddy sobre o seu problema de bebida. |                |                                       |                   |                                          |                        |                         |
| 49 | 3              | "2021 Vision"                         | Millicent Shelton | David Rosenthal                          | 1.96                   | 27 de Setembro de 2010  |
| Naomi tem flashbacks constantes de seu estupro e começa a tomar pílulas para dormir para dormir durante a noite. Sr. Cannon convida Silver para ir até seu apartamento para assistir seu novo documentário, e secretamente coloca algo em sua bebida. Entretanto, Teddy acorda de uma noite de bebedeira e percebe que ele dormiu com alguém. Dixon descobre que, apesar do que assumiu, Ivy é uma virgem. Annie confronta sua chefe, Katherine, sobre seu comportamento estranho e fica chocada quando ela lhe faz uma oferta que pode não ser capaz de recusar. Adrianna canta uma música nova roubada em um serviço memorial, mas logo ela lamenta a sua decisão de fazê-lo quando o vídeo vira uma febre na web. |                |                                       |                   |                                          |                        |                         |
| 50 | 4              | "The Bachelors"                       | David Warren      | David Rosenthal                          | 1.79                   | 4 de Outubro de 2010    |
| Silver planeja um evento de caridade sobre a conscientização do câncer de mama para homenagear sua mãe e pede a ajuda de Navid, Dixon, Liam e Teddy para aparecerem em um leilão de solteiros. Ian, um estudante de teatro do West Bev, é trazido para ajudar a coreografar um número de dança para o leilão, mas tudo fica paralisado quando Teddy dirige algumas palavras negativas em relação a ele. Annie e Adrianna descobrem a verdade sobre Naomi e o Sr. Cannon. Annie descobre os problemas financeiros de Debbie e decide pegar uma oferta para fazer algum dinheiro rápido. Ivy e Dixon decidem passar a noite juntos, mas Dixon freia suas ações quando Sasha retorna com algumas novidades que mudarão sua vida. |                |                                       |                   |                                          |                        |                         |
| 51 | 5              | "Catch Me If You Cannon"              | Jim Conway        | Terrence Coli                            | 1.81                   | 11 de Outubro de 2010   |
| Um bebê de Beverly Hills nasce! Silver, Naomi e Adrianna elaboram um plano para seduzir o Sr. Cannon e provar que ele estuprou Naomi, mas subestimam a capacidade dele para controlar a situação. Teddy e Ian são forçados a fazer o trabalho manual como um castigo para a luta. Dixon teme por sua vida e empurra Ivy para longe dele, levando-a diretamente para os braços de Oscar. Uma Jen grávida pretende contratar uma nova assistente e Debbie se candidata para o trabalho. |                |                                       |                   |                                          |                        |                         |
| 52 | 6              | "How Much Is That Liam In The Window" | Stuart Gillard    | David S. Rosenthal & Jennie Snyder Urman | 2.03                   | 25 de Outubro de 2010   |
| Os novos pais, Jen e Ryan, descobrem sobre o estupro de Naomi e Jen decide fazer justiça com suas próprias mãos. Ryan encoraja Naomi a falar sobre o estupro, apesar de seu próprio emprego estar em jogo. Victor organiza uma sessão de fotos para Adrianna e a instrui a fazer topless, enquanto Navid e Silver assistem chocados. Annie descobre que Charlie tem um lado escuro e perturbador, quando ela foge para observar uma leitura dramática de sua peça. Liam consegue um emprego trabalhando sem camisa na frente de uma janela e na área de vendas de uma loja de roupas. Um cliente misterioso lhe oferece uma oportunidade que não pode recusar. Dixon pede desculpas a Ivy por ter terminado com ela, mas o que ele não percebe é que ela resolveu perder a virgindade com outra pessoa. Oscar confronta Laurel e Ivy com uma notícia chocante do seu passado. |                |                                       |                   |                                          |                        |                         |
| 53 | 7              | "I See London, I See France..."       | Krishna Rao       | Scott Weinger                            | 2.00                   | 1 de Novembro de 2010   |
| Ryan encoraja Naomi a prestar queixa contra Sr.Cannon e se prepara para as consequências. Oscar decide se fixar em Naomi e mesmo sem querer, ajudá-a com o caso do Sr.Cannon. Ivy decide contar para Dixon que dormiu com Oscar. Navid e Silver participam da realização do Achievement Awards (Prêmio das Participações) enquanto Annie, Teddy, Liam e Ian ajudam na realização do The Undies (As Roupas-Íntimas), uma anticerimônia realizada no Beach Club. |                |                                       |                   |                                          |                        |                         |
| 54 | 8              | "Mother Dearest"                      | Oz Scott          | Paul Sciarrotta                          | 1.89                   | 8 de Novembro de 2010   |
| Adrianna tem que desconvidar Navid para sua festa de aparição na revista depois de Victor arranjar Joe Jonas para este bombar sua imagem e ir com ela. Annie e Dixon visitam seu pai, mas ficam chocados quando uma mulher atende a porta. Uma série de percalços levam Jen a concluir que ela é uma mãe ruim, então ela toma uma decisão com Ryan e as melhores intenções para seu filho em mente. Naomi e Ivy juntam-se para se vingar de Oscar com um plano que envolve skinnydipping (conhecido aqui como topless, nadar nu) na piscina do Beach Club.. Navid descobre que seu pai pode estar usando meninas menores de idade em seus filmes pornôs e convence Silver a descobrir isso disfarçada. |                |                                       |                   |                                          |                        |                         |
| 55 | 9              | "They're Playing Her Song"            | Rob Hardy         | Jennie Snyder Urman & Jenny Lamia        | 1.76                   | 15 de Novembro de 2010  |
| Teddy começa a se sentir mais confortável sendo ele mesmo e decide visitar um bar ao Oeste de Hollywood onde ele rapidamente se dá conta de ter esquecido sua carteira e é forçado a pedir ajuda a Ian. Annie está pronta para levar seu relacionamento com Charlie ao próximo nível, mas fica mortificada quando seus amigos tem um vislumbre dela só de lingerie. Agora, um pai solteiro, Ryan pede ajuda a Debbie e os dois acabam dormindo juntos. Navid lida com as consequências de ter deletado seu pai que empregava meninas menores de idade em seus filmes pornográficos e se apoia em Silver. Adrianna está alheia à situação de Navid devido à sua recente fama. |                |                                       |                   |                                          |                        |                         |
| 56 | 10             | "Best Lei'd Plans"                    | David Warren      | David S. Rosenthal & Deborah Schoeneman  | 2.01                   | 29 de Novembro de 2010  |
| Naomi salta de volta para o mundo dos namoros quando ela nota um dos sarados surfistas amigos de Ivy, Zach, e tenta impressioná-lo fingindo saber como funciona uma prancha de surf. Ivy permanece chateada com as ações de sua mãe em relação à Oscar e decide reconstruir sua relação com seu pai. Dixon e Annie decidem ajudar Debbie a voltar ao mundo do namoro, inscrevendo-a em um site de namoro online, mas enquanto está no seu primeiro encontro, ela e Ryan fogem para passar um tempo sozinhos no Beach Club. Enquanto isso, no luau, Teddy fica ciumento quando vê Ian com outro garoto e permite que seus sentimentos controle suas ações. O relacionamento de Navid e Adrianna está estreito agora que ela parece ter encontrado a fama, o que o leva pra mais e mais perto de Silver.                                                                        |                |                                       |                   |                                          |                        |                         |
| 57 | 11             | "Holiday Madness"                     | Dennis Smith      | Rebecca Sinclair                         | 2.18                   | 6 de Dezembro de 2010   |
| Adrianna aluga uma mansão e decide fazer uma festa acolhedora com um rinque de patinação completo e elfos. Tudo está bem no mundo de Adrianna até que Victor decide revelar os segredos de Adrianna à media. Annie decide não ir à festa para que ela possa cuidar de Liam, o que os leva a reacender o antigo romance entre eles na cama de Dixon. A reconciliação de Ivy com seu pai não sai tão bem quanto ela planejou. Teddy e Ian discutem seus sentimentos um pelo outro e decidem deixar o relacionamento escondido durante o tempo corrente, sem saber que Dixon os viu se beijarem. Enquanto isso, Navid e Silver compartilham seus sentimentos e percebem que se sentem o mesmo um pelo outro. Naomi retorna para casa depois da festa e encontra um visitante inesperado.                                                                                         |                |                                       |                   |                                          |                        |                         |
| 58 | 12             | "Liars"                               | Stuart Gillard    | Tod Himmel                               | 1.69                   | 24 de Janeiro de 2011   |
| Naomi é feita refém em sua própria casa por um descontrolado, Sr. Cannon (ator convidado, Hal Ozen), que também coloca Silver no meio da situação. Emily (atriz convidada, Abbe Cobb), prima de Annie e Dixon, do Kansas, chega à cidade para uma inesperada visita, mas Emily imediatamente começa a irritar Annie. Dixon confronta Teddy sobre o beijo entre ele e Ian (ator convidado Kyle Riabko) e promete guardar o segredo dele. Durante um treino de surf, Ivy leva um tombo, o que a leva questionar suas habilidades para competir na competição de surf. A vida de Adrianna continua desmoronando quando ela aparece em um programa de entrevista para contar o seu lado da história, e ela é pega de surpresa por um convidado. Por causa da desastrosa situação de Adrianna, Navid e Silver continuam a manter a relação deles em segredo.                       |                |                                       |                   |                                          |                        |                         |
| 59 | 13             | "It's Getting Hot in Here"            | Liz Friedlander   | David S. Rosenthal                       | 1.67                   | 31 de Janeiro de 2011   |
| Naomi, Adrianna, Silver e Annie decidem ter um final de semana de garotas, e vão para um retiro de yoga em Ojai. Annie tenta ser uma boa prima e convida Emily para ir junto, mas a confronta por ser tão estraga prazeres na viagem. Emily propositalmente deixa de acordar Annie para uma sessão de sauna, e usa a oportunidade de virar as garotas contra Annie. Naomi, que originalmente acha o retiro bobagem, de repente decide prorrogar sua estadia. Silver encontra Navid, e os dois tem um encontro secreto. Adrianna retorna do retiro e liga para um tabloide para vender uma história exclusiva. Enquanto isso, Debbie planeja um jantar romântico para Ryan, mas eles são interrompidos por Dixon, forçando Ryan a rapidamente achar um lugar para se esconder. Charlie descobre que Annie tem sentimentos por Liam.                                            |                |                                       |                   |                                          |                        |                         |
| 60 | 14             | "All About a Boy"                     | Harry Sinclair    | Paul Sciarrotta                          | 1.75                   | 7 de Fevereiro de 2011  |
| Teddy conta para seus amigos a verdade sobre sua sexualidade. Tudo muda para Navid quando ele descobre como Adrianna usou o bebê para desistir da adoção. Adrianna encontra apoio em Silver e faz uma descoberta chocante. Annie consegue uma oportunidade de uma audição e Emily planeja algo para sabotá-la. Naomi retorna do retiro espiritual e decide fazer uma festa para a Guru Sona, mas se dá conta que Sona não é a pessoa que ela pensava que era. Ivy está nervosa sobre entrar na água após seu acidente. Teddy está sendo chantageado e fica surpreso ao descobrir quem o está chantageando. |                |                                       |                   |                                          |                        |                         |
| 61 | 15             | "Revenge with the Nerd"               | Millicent Shelton | Paul Terrence Coli                       | 1.37                   | 14 de Fevereiro de 2011 |
| Navid e Dixon convencem um produtor musical a gravar um vídeo nos estúdios Shirazi. As suspeitas de Adrianna se confirmam, e ela fala para Silver sobre seu projeto de vingança. Emily distrai Annie e tenta se aproximar de Liam, mas seus planos vão por água abaixo. Teddy apoia Silver. enquanto isso, os produtores do reality acompanham Adrianna e seus amigos pela escola para filmar o piloto, e Naomi é surpreendida pela ajuda de um colega nerd do laboratório. |                |                                       |                   |                                          |                        |                         |
| 62 | 16             | "It's High Time"                      | Krishna Rao       | Padma Alturi                             | 1.52                   | 21 de Fevereiro de 2011 |
| De volta aos seus velhos truques, Emily brinca com Annie e com seu namorado. Silver convence Navid a assinar o lançamento do reality show de Adrianna para distraí-la e tirá-la do caminho. Naomi mostra seus sentimentos por Max. Após ver a filmagem do seu aniversário, Adrianna se dá conta de uma coisa incrível. Ivy se encontra com o novo garoto, Raj e eles começam uma amizade. Enquanto isso, Dixon, Navid e Liam levam Teddy à cidade. |                |                                       |                   |                                          |                        |                         |
| 63 | 17             | "Blue Naomi"                          | Elizabeth Allen   | David S. Rosenthal                       | 1.45                   | 28 de Fevereiro de 2011 |
| Navid e Dixon formalizam a parceria entre eles, e a chance de encontrar-se com Snoop Dogg pode significar boas notícias para o Estúdios Shirazi. Naomi tenta impressionar Max vestindo uma fantasia de Avatar, mas ela não recebe a reação que esperava. Após descobrir a verdade sobre Silver e Navid, Adrianna promete vingança. Enquanto isso, Annie e Liam trabalham juntos para expor o segredo de Emily e Ray que fora confiado a Ivy. |                |                                       |                   |                                          |                        |                         |
| 64 | 18             | "The Enchanted Donkey"                | David Paymer      | Rebecca Sinclair & Paul Sciarrotta       | 1.72                   | 18 de Abril de 2011     |
| Quando o grupo decide fazer uma viagem para o México em busca de um descanso mais do que necessário, o caos começa. Naomi leva Max, com o pretexto de que ela precisa de aulas extras. Teddy encontra uma paixão antiga que traz resultados surpreendentes, enquanto Liam e Annie decidem caminhar pela cidade e conhecer sua cultura. Enquanto isso, a briga de Silver e Adrianna, por Navid chega a um confronto chocante. |                |                                       |                   |                                          |                        |                         |
| 65 | 19             | "Nerdy Little Secrets"                | Harry Sinclair    | David Rosenberg                          | 1.74                   | 25 de Abril de 2011     |
| Naomi, cansada de esconder seu relacionamento com Max e com medo de que ele esteja a traindo, o segue para um evento acadêmico, para confrontá-lo. Silver começa a se comportar de forma estranha, o que preocupa Navid, que secretamente se reaproxima de Adrianna. Raj ajuda Ivy a superar o seu medo da água, enquanto Annie começa a trabalhar para uma solitária, e velha atriz chamada Marla, e faz uma surpreendente amizade com ela. |                |                                       |                   |                                          |                        |                         |
| 66 | 20             | "Women on the Verge"                  | Stuart Gillard    | Scott Weinger & Jenna Lamia              | 1.47                   | 2 de Maio de 2011       |
| Annie convence Marla a ir a premiere de um de seus filmes antigos, enquanto Ryan recebe uma visita inesperada e Teddy descobre uma mentira de Marco e imagina se está sendo traído. Naomi descobre que Max foi aceito em uma faculdade em outro estado, enquanto Silver sofre um colapso após receber uma notícia desagradável, fazendo Navid e Dixon tentarem ajudá-la. |                |                                       |                   |                                          |                        |                         |
| 67 | 21             | "The Prom Before the Storm"           | Mike Listo        | David Rosenthal & Terrence Coli          | 1.43                   | 9 de Maio de 2011       |
| Enquanto todos se preparam para o baile, Dixon e Annie descobrem uma notícia devastadora sobre seus futuros e Ivy descobre que a saúde de Raj está pior. Se aproveitando de que Silver está no hospital, Adrianna tenta reatar seu romance com Navid. Enquanto isso, a relação de Naomi e Max é testada ao limite. |                |                                       |                   |                                          |                        |                         |
| 68 | 22             | "To the Future!"                      | Rebecca Sinclair  | Rebecca Sinclair & Paul Sciarotta        | 1.64                   | 16 de Maio de 2011      |
| Enquanto a graduação ocorre, Naomi toma uma decisão que pode impedi-la de se formar com sua turma. Liam diz a Annie que ele não quer ir para a faculdade e Ryan convida Debbie, para se mudar para Paris com ele. Enquanto isso, um casamento inesperado ocorre e Adrianna é banida do grupo quando eles descobrem sua vingança contra Silver. |                |                                       |                   |                                          |                        |                         |

## Recepção
A estréia da temporada foi assistida por 1,96 milhão de espectadores ao vivo nos Estados Unidos e alcançou uma classificação de 0,9 em adultos de 18 a 49 anos, 22,5% em espectadores e 12,5% em demostrados do final da segunda temporada. O episódio 11 alcançou as máximas de todas as principais demonstrações com 1,1 adultos entre 18 e 49 anos, 1,4 em adultos entre 18 e 34 anos e 2,1 no índice de mulheres-alvo da The CW entre 18 e 34 anos. Foi também o episódio mais visto desde outubro de 2009, com 2,18 milhões de telespectadores em sintonia. O episódio 15 atingiu os níveis baixos da série em mulheres entre 18 e 34 anos, com uma classificação de 1,0 e baixas coincidentes em adultos entre 18 e 49 anos, com uma classificação de 0,7. O final da temporada teve uma classificação de 0,8 em adultos de 18 a 49 anos, o que foi elevado para uma classificação de 1,2 com uma semana inteira de visualização do DVR levada em conta. A temporada teve média de 1,75 milhão de telespectadores e de 0,9 em adultos entre 18 e 49 anos. Com a visualização ao vivo de 7 dias do DVR, teve uma média de 2,26 milhões de espectadores e uma classificação de 1,2. No episódio do Reino Unido, oito foram vistos por 548.000 espectadores, o que foi maior do que o episódio piloto "We're Not in Kansas Anymore". "Best Lei'd Plans" continuou em alta, com 604.000 telespectadores se tornando o segundo colocado na E4 naquela semana.

## Lançamento em DVD
O lançamento do DVD da terceira temporada foi lançado após a temporada ter terminado de ser transmitida pela televisão. Foi lançado nas Regiões 1, 2 e 4. Assim como em todos os episódios da temporada, o lançamento em DVD traz material bônus, como cenas deletadas, gag reels e características dos bastidores.
| 90210: A Terceira Temporada | | | |
| Detalhes | Detalhes | Detalhes | Extras |
| - 22 episódios - 913 minutos (Região 1); 876 minutos (Região 2); 877 minutos (Região 4) - Conjunto de 6 discos - Proporção 1.85:1 - Idiomas: - Inglês (Dolby Digital 2.0 Surround) - Legendas: - Inglês, Dinamarquês, Holandês, Finlandês, Norueguês e Espanhol (Região 1) - Inglês, Árabe, Holandês, Norueguês, Sueco, Inglês para deficientes auditivos (Regiões 2 e 4) | - 22 episódios - 913 minutos (Região 1); 876 minutos (Região 2); 877 minutos (Região 4) - Conjunto de 6 discos - Proporção 1.85:1 - Idiomas: - Inglês (Dolby Digital 2.0 Surround) - Legendas: - Inglês, Dinamarquês, Holandês, Finlandês, Norueguês e Espanhol (Região 1) - Inglês, Árabe, Holandês, Norueguês, Sueco, Inglês para deficientes auditivos (Regiões 2 e 4) | - 22 episódios - 913 minutos (Região 1); 876 minutos (Região 2); 877 minutos (Região 4) - Conjunto de 6 discos - Proporção 1.85:1 - Idiomas: - Inglês (Dolby Digital 2.0 Surround) - Legendas: - Inglês, Dinamarquês, Holandês, Finlandês, Norueguês e Espanhol (Região 1) - Inglês, Árabe, Holandês, Norueguês, Sueco, Inglês para deficientes auditivos (Regiões 2 e 4) | - Comentários de áudio: - "Saindo" - "Nos Bastidores com Michael Steger e Matt Lanter Kime Buzzelli, Artista" - "Um casamento 90210" - "Uma temporada em revisão: último ano" - "Cenas deletadas" |
| Datas de lançamento | | | - Comentários de áudio: - "Saindo" - "Nos Bastidores com Michael Steger e Matt Lanter Kime Buzzelli, Artista" - "Um casamento 90210" - "Uma temporada em revisão: último ano" - "Cenas deletadas" |
| Estados Unidos | Reino Unido | Austrália | - Comentários de áudio: - "Saindo" - "Nos Bastidores com Michael Steger e Matt Lanter Kime Buzzelli, Artista" - "Um casamento 90210" - "Uma temporada em revisão: último ano" - "Cenas deletadas" |
| 30 de agosto de 2011 | 15 de agosto de 2011 | 18 de julho de 2012 | - Comentários de áudio: - "Saindo" - "Nos Bastidores com Michael Steger e Matt Lanter Kime Buzzelli, Artista" - "Um casamento 90210" - "Uma temporada em revisão: último ano" - "Cenas deletadas" |